# Ramón Muttis
Ramón Alfredo Muttis (né le 12 mars 1899 à Buenos Aires - mort le 12 janvier 1955 à Cordoba) est un footballeur argentin.

## Biographie
Muttis (parfois écrit Mutis) commence sa carrière dans le club argentin des Wanderers. En 1920, il rejoint le Club Atlético Atlanta avec qui il remporte la Copa de Honour en 1920.
Il rejoint le Boca Juniors en 1923, la même année où il fait ses débuts internationaux. Il gagne 5 championnats et 4 coupes avec le club, avec un total de 237 matchs où il acquiert le surnom de Ramón, el Fuerte.
Il joue dans deux éditions de la Copa América, en 1925 et en 1926 où il finit 2e. Il joue ensuite la coupe du monde 1930 où il ne joue qu'un seul match, contre la France.
Muttis prend sa retraite en 1932 mais revient sur sa décision en 1936 pour jouer à l'Argentinos Juniors. Il est entraîneur-joueur de l'Almagro et les emmène en seconde division en 1937. En 1940, il remporte la seconde division en étant l'entraîneur d'Argentinos Juniors.

## Titres
Atlanta
- Copa de Honour (1) : 1920

Boca Juniors
- Primera División (5) : 1923, 1924, 1926, 1930, 1931
- Copa Dr. Carlos Ibarguren (2) : 1923, 1924
- Copa de Competencia Jockey Club : 1925
- Copa Estímulo : 1926

Argentine
- Copa América : 1925